# Bleach (manga)
Bleach (ブリーチ, Burīchi) is een manga- en animeserie geschreven en geïllustreerd door Tite Kubo (久保 帯人, Kubo Taito). De manga verscheen in augustus 2001 voor het eerst in het tijdschrift Weekly Shonen Jump, uitgegeven door Shueisha en onder hun label "Jump Comics" zijn op het moment (juni 2010) vijfenveertig delen/tankōbons uitgebracht in Japan. Van 2008 tot en met 2011 werden achttien delen/tankōbons van de manga in het Nederlands vertaald door uitgeverij Kana. In België werd vanaf 10 februari 2010 de anime uitgezonden door JIM. In zowel België als Nederland is de anime niet meer beschikbaar op Netflix.

## Verhaal
Het verhaal volgt Ichigo Kurosaki (Kurosaki Ichigo, 黒崎 一護), een 15-jarige jongen die al zo lang hij zich kan herinneren geesten kan zien en aanraken die in de manga Plus worden genoemd. Op een dag komt hij de Shinigami (letterlijk: Shine / Kami, "god (van de) dood", ook wel "Soul Reaper" en "Death God" in de Engelse vertaling van de manga en anime) Rukia Kuchiki (Kuchiki Rukia, 朽木 ルキア) tegen. Ze is op zoek naar een zogeheten Hollow: in de strip een term voor zielloze monsters die zich voeden met (de ziel van) mensen en als junkies weinig meer voelen dan de gedachte om hun enige behoefte te bevredigen. (Deze figuren zijn waarschijnlijk deels gebaseerd op de zogeheten 'Gakidō' uit het Japanse boeddhisme, soms vertaald als 'hongerige geest').
In Bleach is de zogeheten Reiatsu de spirituele kracht van iemands ziel. Iemand met een hoge Reiatsu kan bijvoorbeeld Plus' zien. Hoe sterker iemands Reiatsu, hoe sterker de geur is die de Hollows kunnen ruiken. De Hollow waar Rukia achterna zit heeft het op Ichigo's Reiatsu. Ze zweeft Ichigo's kamer in, zonder te weten dat Ichigo haar kan zien. Na wat geruzie tussen de twee vertelt Rukia dat ze uit de stad Seireitei komt dat in een andere wereld is genaamd Soul Society. Ichigo gelooft haar niet en lacht haar uit. Rukia wordt boos en gebruikt een Kidō techniek op Ichigo, waardoor hij zich niet meer kan bewegen.
Op dat moment komt de Hollow waar Rukia achteraan zit tevoorschijn. Ichigo en Rukia horen de zusjes van Ichigo, Karin en Yuzu, aangevallen worden. Rukia rent naar beneden om ze te bevrijden van de Hollow. Ichigo wil ook zijn zusjes redden en door z'n sterke Reiatsu bevrijdt hij zich van de Kido-techniek, iets wat normaal alleen zeer sterke shinigami kunnen. In het daaropvolgende gevecht raakt Rukia gewond, omdat Ichigo door zijn radicale handeling zijn familie probeert te beschermen. Rukia duwt Ichigo weg, maar wordt zelf gebeten door de Hollow. Om de Hollow te vernietigen geeft Rukia haar shinigami-krachten aan Ichigo. Rukia wil de helft van haar krachten aan Ichigo geven, maar door de sterke Reiatsu die Ichigo al heeft, neemt hij bijna al haar krachten. Hierdoor krijgt Ichigo Shinigami-krachten, met een Zanpakutō. Het avontuur van Ichigo begint als zijn plicht als Shinigami vervanger, wat inhoudt dat hij niet bij de dertien beschermingsgroepen zit en dat hij zijn eigen beslissingen maakt en dus niet alle orders moet opvolgen. In tegenstelling tot de rest van de soul society, ook zijn vrienden.
Het centrale en repeterende thema in Bleach zijn de gevechten; de vriendschappen en relaties tussen de diverse hoofdpersonen nemen thematisch een relatief kleiner gedeelte van de inhoud in beslag. Zowel de verhaallijnen als de tekenstijl zijn afwisselend 'serieus' en komisch. Hoewel Bleach zich afspeelt in een fantasy-setting, spelen elementen van de middeleeuwse samurai-gedragscodes ofwel 'Bushido' op de achtergrond een belangrijke rol. Door de grote nadruk op zwaardgevechten - contrasterend met de moderne tijd waarin het verhaal zich afspeelt, en zwaarden als wapens feitelijk al lang uit de gratie zijn - en andere martial arts laat de strip zich kort samenvatten als 'samurai-fantasy'.

## Productie
Tite Kubo had een wens om een shinigami in een kimono te tekenen, wat de basis vormde voor het karakter Rukia Kuchiki. Nadat zijn vorige manga, Zombiepowder, stopgezet was, stuurde hij het originele verhaal van Bleach naar Weekly Shonen Jump en werd afgewezen. Nadat manga-tekenaar Akira Toriyama het verhaal zag schreef hij een aanmoedigingsbrief naar Kubo. Bleach werd niet lang daarna, in 2001, gepubliceerd als een korte serie met een lengte van vijf jaar. De eerste plannen voor het verhaal bevatte niet de hiearchische structuur van Soul Society, maar wel sommige karakters en elementen die niet belangrijk waren voor het verhaal tot de Arrancar-verhaallijn. Kubo wilde de serie eerst Black noemen, naar de zwarte kleur van de kimono's, maar vond dat te oppervlakkig. Later wilde hij het White noemen, maar kwam daarna bij Bleach wat toch met wit te maken heeft.
Kubo liet zich inspireren door verschillende media. Zijn interesse in bovennatuurlijke verschijnselen en monsters komen van GeGeGe no Kitaro en de focus op de wapens en gevechtsscènes komen van Saint Seiya, beide manga die Kubo las als kind. De stijl van de actie en het vertellen van het verhaal is geïnspireerd door verschillende films. Kubo heeft gezegd dat Bleach een ervaring moet zijn die men alleen beleeft als men de manga leest, en staat afkeurend tegenover een live-action film versie van Bleach.
Het creatieve proces vindt vooral plaats dankzij personages. Wanneer Kubo verhaallijnen schrijft of moeite heeft met nieuw materiaal begint hij nieuwe personages te bedenken en oude delen van Bleach herlezen. Kubo vindt het leuk om personages te maken die er fysiek anders uitzien dan hun karakter doet vermoeden. Kubo vindt vooral de tegenstelling in deze personen leuk om te tekenen. De inspiratie voor de termen uit de serie komen uit een bepaald thema. De namen voor de zanpakuto en kido gebruikt door de shinigami zijn geïnspireerd op oude Japanse literatuur. Hollows en arrancar gebruiken Spaanse termen, terwijl Quincy's Duitse termen gebruiken. Kubo raakte geïnteresseerd in Spaans omdat hij de taal "betoverend" en "zweverig" vond klinken.

## Personages
Ichigo Kurosaki (黒崎 一護, Kurosaki Ichigo)
Jongen met oranje haar en student die onbewust bijna al Rukia's kracht absorbeerde en daardoor noodgedwongen haar werk als shinigami moet overnemen. Zijn cynische karakter maakt hem kwaadgezind tegenover zijn plicht, maar hij accepteert het toch wel na verloop van tijd. Hij is zich ervan bewust dat hij niet iedereen kan redden, maar weet wel dat hij zijn naasten kan beschermen met zijn krachten.
Rukia Kuchiki (朽木 ルキア, Kuchiki Rukia)
Een rustige en beheerste Shinigami die in eerste instantie is uitgezonden om Ichigo's wijk te beschermen tegen Hollows. Haar uiterlijk doet vermoeden van een puber, maar in het echt is zij rond de 150 jaar. Door omstandigheden heeft zij, met de gedachte de helft van haar krachten te geven, bijna al haar krachten verloren aan Ichigo. Hierdoor moet ze tijdelijk een menselijk leven leiden en Ichigo trainen in de gebruiken van de Shinigami.
Orihime Inoue (井上 織姫, Inoue Orihime)
Vanaf de basisschool af aan kent zij Ichigo en zo ook haar hartsvriendin Tatsuki Arisawa. Op jonge leeftijd is zij met haar oudere broer weggelopen door huiselijk geweld. Later overleed haar broer in een ongeluk. Van origine heeft zij geen link met de spirituele wereld, maar ontwikkelt daar wel een gevoel voor. Dit door Ichigo die zijn spirituele krachten niet goed kan beheersen.
Yasutora "Chad" Sado (茶渡 泰虎, Sado Yasutora)
Bekend als "Chad" is hij een van de weinige vrienden van Ichigo. Hij is een Japans/Mexicaanse student die ver boven zijn klasgenoten uitsteekt in lengte en soms imponerend overkomt. Zijn karakter is rustig en hij zal alleen vechten wanneer hij een ander wil beschermen. In verloop van tijd ontdekt hij een methode waarmee hij zijn rechterarm kan bepantseren als verdedigingsarm en in de Arrancar-serie ontdekt dat hij zijn linkerarm kan gebruiken als aanvalsarm.
Kisuke Urahara (浦原 喜助, Urahara Kisuke)
Op het eerste gezicht lijkt het een 'gewone' snoepwinkeleigenaar. Hij is in feite ook een Shinigami. Hij is altijd zeer luchtig en probeert komisch over te komen op zowel vriend als vijand. Hij kan van tijd tot tijd zeer serieus zijn. Zijn Zanpakutō heet Benihime (Crimson Princess). In zijn 'snoepwinkel' heeft hij veel Shinigami-goodies die de groep regelmatig goed van pas komen. Urahara is van vitaal belang in de groep. Hij heeft antwoorden op de meeste vragen en komt altijd met een oplossing. Samen met zijn Shinigami-krachten is hij onmisbaar in Bleach.
Uryū Ishida (石田 雨竜, Ishida Uryū)
Op het eerste gezicht lijkt Uryū een gewone klasgenoot. Hij is in feite een Quincy, dat zijn mensen die net als Shinigami's ook geesten en hollows kunnen zien. Quincy's vechten niet met zwaarden maar schieten met blauwe pijlen. Maar als een Hollow wordt geraakt door een pijl, verdwijnt de Hollow in plaats van dat hij wordt teruggestuurd naar de Soul Society. Dus als alle Hollows verdwijnen wordt de balans vernietigd en dat mag niet gebeuren. Daarom werden alle Quincy's vernietigd. Uryū begon als een vijand/rivaal maar hielp later in de serie om Rukia te bevrijden.
Renji Abarai (阿散井 恋次, Abarai Renji)
Een Shinigami met stekelig rood haar en veel tatoeages. Renji is de luitenant van de 6de divisie. Wanneer hij voor het eerst Ichigo ontmoet zijn ze grote vijanden en vechten bijna tot de dood. Later worden ze goede vrienden en verslaan ze zij aan zij hun vijanden. Hoewel ze totaal andere personen zijn lijken Ichigo en Renji's karakter veel op elkaar.

## Omgevingen
De mensen in Bleach wonen in een wereld die lijkt op de onze. De zielen leven in een soort van hemel die Soul Society heet, de slechte zielen (zielen van mensen die criminelen waren voordat ze dood gingen) worden naar de hel gestuurd. Als een ziel doodgaat in Soul Society wordt die teruggestuurd naar de echte wereld en daar opnieuw geboren. Dit houdt beide werelden in balans.
- Mensenwereld: De mensenwereld van Bleach speelt zich af in moderne Japan; een stad van West Tokyo die Karakura heet. De reden waarom Karakura Town zo belangrijk is, is omdat het de huidige spirituele nexus is, daarom worden zielen en Hollows er van nature naar aangetrokken. In deze stad gaat Ichigo naar school en vecht hij met Hollows. Sommige shinigami's krijgen een stad toegewezen in de mensenwereld. Hun taak is om de stad tegen Hollows te beschermen en Plussen naar Soul Society te sturen. Karakura is in de mensenwereld de plaats waar de grootste reiatsu is, het trekt daardoor veel Hollows aan.
- Soul Society: de zielenwereld die Soul Society heet bestaat uit twee delen: het door muren omsingelde stadsgedeelte, de Seireitei, waar Shinigami en de adellijke families wonen, en de 80 districten van de Rukongai. De nummers van die districten geven aan hoe vredig het daar is, hoe lager het cijfer hoe vrediger en luxer. De Soul King leeft in een andere dimensie dan Soul Society. Zielen in Soul Society leven daar net als normale mensen, al worden ze heel langzaam ouder, hun levensduur kan meerdere eeuwen duren. Ook kunnen er kinderen geboren worden.
- Hueco Mundo: Hueco Mundo is een dimensie buiten de mensenwereld en Soul Society. Hier leven de Hollows als ze niet op mensen jagen. Het ziet eruit als een grote woestijn waar het altijd nacht is. Ook staat in Hueco Mundo Las Noches, voorheen het paleis van Baraggan Luisenbairn en later verblijfplaats van Aizen en zijn Arrancar leger.
- Dangai Precipice World: De Dangai is een dimensie die tussen de mensenwereld en Soul Society ligt. Tijd loopt veel sneller in de Dangai dan erbuiten. Men kan de Dangai niet veilig door zonder een Hell-Butterfly, omdat de Dangai bewaakt wordt door de Kōtotsu, die alles vernietigt dat te lang in de Dangai ronddwaalt.
- Hell: De Hel is waar zielen naartoe gaan die zware zonden hebben begaan in hun leven. De inwoners van de Hel worden Togabito genoemd, en worden met praktisch onbreekbare ketens vastgehouden. De Hel wordt bewaakt door de Kushanāda, enorme wezens die de Togabito moeten binnenhouden en voor eeuwig moeten martelen.

## Manga
De hoofdstukken van Bleach zijn geschreven en getekend door Tite Kubo. In Japan worden ze sinds 2001 uitgegeven in Weekly Shonen Jump. De meeste hoofdstuktitels zijn in het Engels. Sommige hoofdstukken worden uitgegeven met een negatief nummer, deze hoofdstukken spelen zich af voor het eerste chapter.
De hoofdstukken worden gebundeld in delen/tankōbons en worden voorzien van een gedicht dat betrekking heeft op het personage dat op de omslag staat. Het eerste deel werd uitgegeven op 5 januari 2002 in Japan. De manga wordt door uitgeverij Kana vertaald in het Nederlands. In november 2011 verscheen het achttiende en laatste Nederlandstalige deel.

## Anime
De afleveringen van de anime worden geregisseerd door Noriyuki Abe en geproduceerd door TV Tokyo, Dentsu en Studio Pierrot. Op 5 oktober 2004 werd de eerste aflevering uitgezonden op TV Tokyo. De anime volgt de verhaallijn van de manga, maar er zijn ook verhaallijnen die speciaal voor de anime verzonnen zijn. Dit noemt men een filler arc. Dit gebeurt omdat de anime de manga zou inhalen. Alle afleveringen van Bount (64 tot en met 91), van Bount valt Seireitei aan (92 tot en met 109), van De nieuwe kapitein Shūsuke Amagai (168 tot en met 189), van Zanpakuto's onbekende verhaal (230 tot 255) en De Sword Fiends (256 tot 265) zijn filler arcs. Aflevering 366 was de laatste aflevering op 27 maart 2012.

### Muziek
| Openingsnummers | Openingsnummers          | Openingsnummers                  |              | Eindnummers                       | Eindnummers                                                       | Eindnummers |
| --------------- | ------------------------ | -------------------------------- | ------------ | --------------------------------- | ----------------------------------------------------------------- | ----------- |
| # (afl.)        | Artiest                  | Nummer (vertaling)               | # (afl.)     | Artiest                           | Nummer (vertaling)                                                |             |
| 01 (01-25)      | Orange Range             | ＊～アスタリスク～ (*~Asterisk~) | 01 (01–13)   | Rie Fu                            | Life is Like a Boat                                               |             |
| 02 (26-51)      | UVERworld                | D-tecnoLife                      | 02 (14–25)   | HOME MADE 家族 (Home Made Kazoku) | サンキュー!! (Thank You!!)                                        |             |
| 03 (52-74)      | High and Mighty Color    | 一輪の花 (Lone Flower)           | 03 (26–38)   | ユンナ (Younha)                   | ほうき星 (Hōkiboshi, Komeet)                                      |             |
| 04 (75-97)      | Beat Crusaders           | Tonight, Tonight, Tonight        | 04 (39–51)   | Skoop On Somebody                 | happypeople                                                       |             |
| 05 (98-120)     | Yui                      | Rolling star                     | 05 (52–63)   | Yui                               | Life                                                              |             |
| 06 (121-143)    | Aqua Timez               | Alones                           | 06 (64–74)   | SunSet Swish                      | マイペース (My Pace)                                              |             |
| 07 (144-167)    | Asian Kung-Fu Generation | アフターダーク (After Dark)      | 07 (75–86)   | いきものがかり Ikimonogakari      | HANABI (Vuurwerk)                                                 |             |
| 08 (168-189)    | Kelun                    | ブリーチ(Chu-bura)               | 08 (87–97)   | タカチャ (Takacha)                | Movin!!                                                           |             |
| 09 (190-214)    | Aqua Timez               | (Velonica)                       | 09 (98–109)  | June                              | Baby It's You                                                     |             |
| 10 (215-242)    | SCANDAL                  | (Shojo S)                        | 10 (110-120) | Mai Hoshimura                     | Sakura Biyori                                                     |             |
| 11 (243-265)    | Porno Graffiti           | Anima Rossa (アニマロッサ)       | 11 (121–131) | Ore Ska Band                      | 爪先 (Tsumasaki, Op de tenen lopen)                               |             |
| 12 (266-291)    | MIWA                     | ChAngE                           | 12 (132–143) | Chatmonchy                        | 橙 (Daidai)                                                       |             |
| 13 (292-316)    | SID                      | Melody of the Wild Dance         | 13 (144–154) | 中 孝介 (Atari Kousuke)           | 種をまく日々 (Tane wo maku hibi, Zaden van de dag zijn verspreid) |             |
| 14 (317-342)    | ViViD                    | BLUE                             | 14 (155-167) | RSP                               | 感謝。(Kansha., Dankbaarheid.)                                    |             |
| 15 (343-366)    | SCANDAL                  | Harukaze                         |              |                                   |                                                                   |             |
|                 |                          |                                  | 15 (168-179) | Lil'B                             | ORANGE                                                            |             |
|                 |                          |                                  | 16 (180-189) | Pe'zmoku                          | Gallop                                                            |             |
|                 |                          |                                  | 17 (190-201) | Stereopony                        | ヒトヒラのハナビラ ( Hitohira no Hanabira, Een enkel bloemblad)   |             |
|                 |                          |                                  | 18 (202-214) | Tsuji Shion                       | Sky Chord                                                         |             |
|                 |                          |                                  | 19 (215-229) | Sambomaster                       | Kimi wo Mamotte, Kimi wo Aishite                                  |             |
|                 |                          |                                  | 20 (230-242) | Kenichi Asai                      | Mad Surfer                                                        |             |
|                 |                          |                                  | 21 (243-255) | SunSet Swish                      | Sakurabito (さくらびと)                                           |             |
|                 |                          |                                  | 22 (256-265) | RSP                               | Tabidatsu Kimi e (旅立つキミへ)                                   |             |
|                 |                          |                                  | 23 (266-278) | Diggy-MO                          | Stay Beautiful                                                    |             |
|                 |                          |                                  | 24 (279-291) | Universe                          | echoes                                                            |             |
|                 |                          |                                  | 25 (292-303) | SPYAIR                            | Last Moment                                                       |             |
|                 |                          |                                  | 26 (303-316) | Rookiez is Punk'd                 | Song For...                                                       |             |
|                 |                          |                                  | 27 (317-366) | fumika                            | Blue Bird                                                         |             |
| Andere nummers  |                          |                                  |              |                                   |                                                                   |             |
| #               | Artiest                  | Titel (vertaling)                |              |                                   |                                                                   |             |
| 01              | Hazel Fernandes          | Number One                       |              |                                   |                                                                   |             |
| 02              | Mike Wyzgowski           | Nothing Can Be Explained         |              |                                   |                                                                   |             |